# سرخس حرشفي ثلجي
سرخس حرشفي ثلجي (الاسم العلمي:Polypodium chionolepis) هو نوع نباتي يتبع جنس السرخس من فصيلة السرخسية.